# Promachus desmopygus
Promachus desmopygus là một loài ruồi trong họ Asilidae. Promachus desmopygus được Meijere miêu tả năm 1914. Loài này phân bố ở miền Ấn Độ - Mã Lai.